# رودخانه موراوای جنوبی
رودخانه موراوای جنوبی (به انگلیسی: South Morava) رودخانه‌ای به‌طول ۲۹۵ کیلومتر است که در صربستان، بلغارستان، جمهوری مقدونیه، کوزوو جریان دارد.